# Том Джонс (фільм, 1963)
«Том Джонс» (англ. Tom Jones) — британський пригодницький фільм режисера Тоні Річардсона, випущений у 1963 році. У фільмі показана історія Тома Джонса, найди, зі знаменитого роману «Історія Тома Джонса, найди» Генрі Філдінга (1707—1754), засновника європейського реалістичного роману, опублікованого в 1749 році.
Фільм розповідає про підкидька, що виріс і перетворюється на чарівного джиґуна, який легко спокушає жінок і залишає їх з такою ж легкістю. Саме дівчина, яку він по-справжньому любить, не підпускає його до себе через його походження і непристойну поведінку.
У фільмі застосовані деякі новаторські на той час методи: перші кадри зроблені у стилі німого кіно, персонажі часом ламають четверту стіну, Том Джонс ніби помічає камеру і накриває її об'єктив капелюхом.

## Сюжет
Одного вечора у будинку сквайра Олверті (Джордж Дівайн) у ліжку знайшли немовля. Як виявилося, матір'ю малюка була служниця Дженні, яку з ганьбою вигнали геть. А хлопчика назвали Том Джонс (Альберт Фінні) і сквайр вирішив його залишити собі й виховати як сина. Він ріс веселим шибеником, і після деякого часу перетворився на симпатичного молодого чоловіка. У Тома були свої слабкості, одна з яких — любов до жінок, але стріла Купідона пронизала і його серце і він закохався у Софі Вестерн (Сюзанна Йорк), яка щойно повернулася додому після кількох років перебування у Франції. Попри любов Софі до Тома, сквайр Вестерн (Г'ю Гріффіт) та його стара діва сестра (Едіт Еванс) хотіли б віддати Софі в шлюб з багатим сусідом…

## Ролі виконують
- Альберт Фінні — Том Джонс
- Сюзанна Йорк — Софі Вестерн
- Г'ю Гріффіт — сквайр Вестерн
- Едіт Еванс — міс Вестерн
- Джоана Грінвуд[en] — леді Беластон
- Діана Чіленто[it] — Моллі Сігрим
- Джордж Девайн[en] — сквайр Олворті
- Девід Томлінсон[en] — лорд Фелламар
- Розалінд Найт — місис Фіцпатрік
- Девід Ворнер — Блифіл
- Лінн Редґрейв — Сьюзен

## Нагороди
«Оскар»
- 1963 Премія «Оскар» за найкращий фільм — (Тоні Річардсон, Майкл Голден, Оскар Левенштайн, продюсери)
- 1963 Премія «Оскар» за найкращу режисерську роботу — Тоні Річардсон
- 1963 Премія «Оскар» за найкращу музику до фільму — (Джон Адісон)
- 1963 Премія «Оскар» за найкращий адаптований сценарій — (Джон Осборн)

«Золотий глобус»
- 1963 Найкращий англомовний іноземний фільм
- 1963 Премія «Золотий глобус» за найкращий фільм — комедія або мюзикл
- 1963 Найбільш багатообіцяючі початківці — (Альберт Фінні й Роберт Вокер-молодший).

«БАФТА»
- 1964 Премія БАФТА за найкращий фільм
- 1964 Найкращий британський фільм
- 1964 Найкращий британський сценарій — (Джон Осборн)

«Золотий лев»
- 1963 Кубок Вольпі за найкращу чоловічу роль — Альберт Фінні

«Нагорода Греммі»
- Найкраща оригінальна звукова доріжка кінофільму — (Джон Адісон)